# 帕特里克·屈尔
帕特里克·屈尔（德語：Patrick Kühl，1968年3月26日—），德国男子游泳运动员。他曾代表东德、德国参加1988年和1992年夏季奥林匹克运动会游泳比赛，其中1988年奥运会获得一枚银牌。